# Christophe Gbenye
Christophe Gbenye (Bas-Uélé, provincie Orientale, 1929 – Kisangani 3 februari 2015) was een Congolees politicus die later Simba-rebellenleider werd. 
In 1960, het jaar waarin de toenmalige kolonie Belgisch-Congo zelfstandig werd, werd Gbenye minister van Binnenlandse Zaken in de regering van Patrice Lumumba, de eerste premier van de Democratische Republiek Kongo. Na de putsch tegen de regering Lumumba trad Gbenye toe tot de tegenregering van Antoine Gizenga. Hij fungeerde er als minister van Binnenlandse Zaken van september 1960 tot augustus 1961. Toen Gizenga toetrad tot de wettige regering van premier Cyrille Adoula, volgde Gbenye hem en kreeg hij opnieuw de functie van minister van Binnenlandse Zaken. 
Op 17 januari 1961 werd Lumumba vermoord. Prompt begonnen Gbenye, Soumialot en andere lumumbisten een opstandige beweging met steun van China en Cuba. Op 22 februari 1964 gingen ze openlijk de strijd aan met het ANC (Armée nationale congolaise) en veroverden ze gebieden in Kivu en het noordoosten van Congo. De rebellen noemden zich ‘Simba’s’ (Swahili voor ‘leeuwen’). Op 5 augustus 1964 namen ze Stanleystad in, waar ze de voorlopige regering van de Volksrepubliek Kongo oprichtten. Gbenye en Soumialot fungeerden beurtelings als regeringshoofden. 
Op 24 november 1964 werd Stanleystad ontzet door Belgische militaire operaties, Ommegang en Rode Draak. Gbenye en andere rebellenleiders vluchtten naar Dar-es-Salaam, waar ze een regering in ballingschap oprichtten. Zij bleven in oostelijk Congo actief met guerillatroepen en kregen daarbij steun van Cuba en Che Guevara. Tot de leidinggevenden traden Laurent-Désiré Kabila toe en ook Moise Marandura en Grégoire Anisi. Als gevolg van onderlinge twisten hield hun organisatie in december 1965 op te bestaan.
Van 1966 tot 1971 leefde Gbenye in ballingschap in Uganda.